# Kryštof Hádek
Kryštof Hádek (ur. 10 marca 1982 w Pradze) – czeski aktor.
Zdobywca dwóch Czeskich Lwów. Swoją pierwszą dużą rolę filmową miał w filmie Ciemnoniebieski świat z 2001 roku.
Jest bratem aktora Matěja Hádka.